# Palicourea calophlebia
Palicourea calophlebia är en måreväxtart som beskrevs av Paul Carpenter Standley. Palicourea calophlebia ingår i släktet Palicourea och familjen måreväxter. Inga underarter finns listade i Catalogue of Life.